# Нальчик
На́льчик (кабард.-черк. Налшык, карач.-балк. Нальчик, Налчыкъ) — город-курорт на юге России, входящий в Северо-Кавказский федеральный округ. Столица Кабардино-Балкарской Республики, её административный, культурный и образовательный центр.
Город республиканского значения, является административным центром городского округа Нальчик. Носит почётное звание «Города воинской славы». Бальнеологический и климатический курорт федерального значения.

## Физико-географическая характеристика

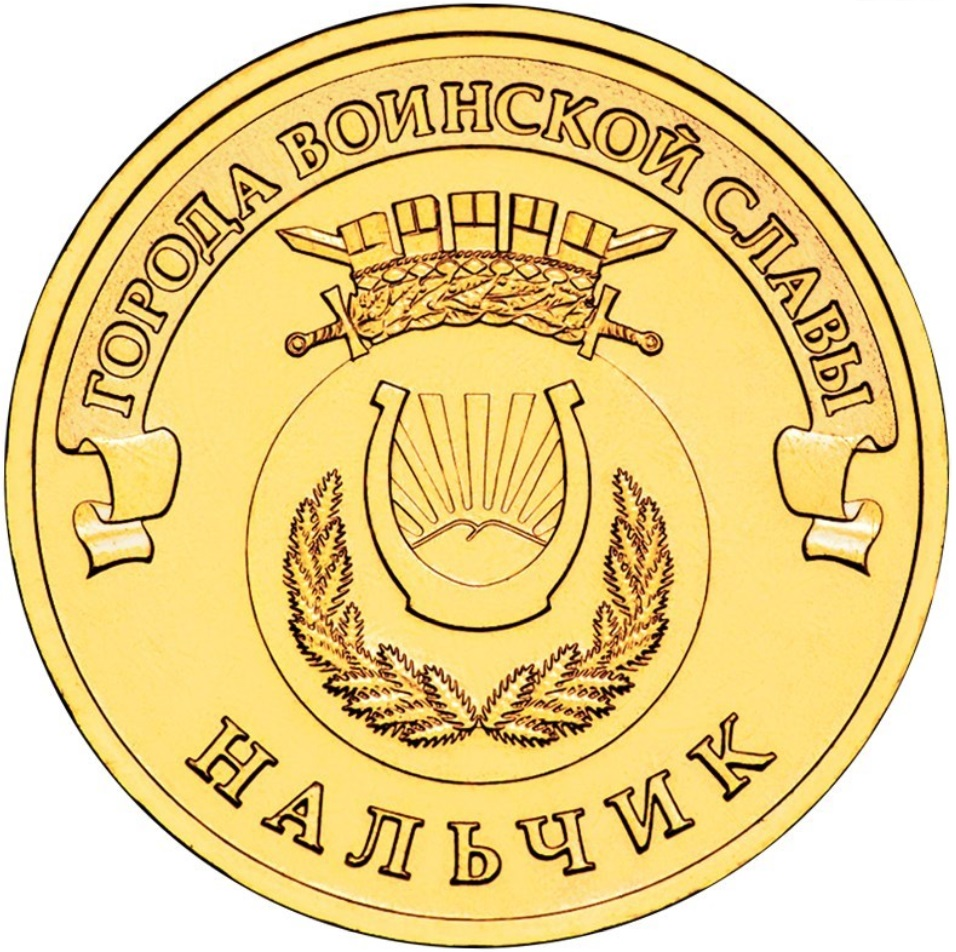
Памятная монета Банка России номиналом 10 рублей (2014) из серии «Города воинской славы»

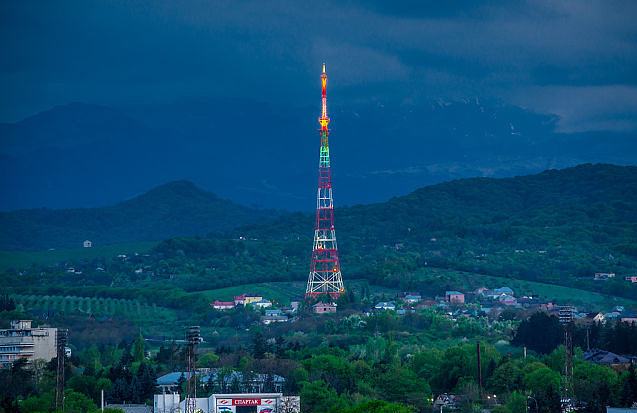
Вид на телебашню в городском районе Долинск

### Географическое положение
Горы в Нальчике очень красивые — покрытые лесами, они зелены, курчавы, а осенью багровы, как пожар.— Иван Василенко
В геоморфологическом отношении рассматриваемая территория города приурочена к области перехода невысоких предгорий в наклонную предгорную равнину. Непосредственно с юга район ограничен одной из гряд Лесистого хребта, высотой 800—1000 метров над уровнем моря. Самой высокой точкой в пределах города является гора Нартия — 999,8 метров над уровне моря. С севера к Лесистому хребту примыкает холмистая местность, прорезанная множеством рек и балок. Очертания возвышенностей обычно мягкие, оглаженные. Средняя высота предгорий составляет 550—700 м над уровнем моря. Предгорья постепенно переходят в Кабардинскую равнину, к которой относится основная часть городской территории.
Нальчик расположен в центральной части республики, по обоим берегам одноимённой реки Нальчик (бассейн Терека), на широте 43°29' и долготе 43°37'. Площадь территории городского округа составляет 131 км2, из них непосредственно на земли города Нальчик приходится 67 км2.
Нальчик находится в часовой зоне МСК (московское время). Смещение применяемого времени относительно UTC составляет +3:00.
В соответствии с применяемым временем и географической долготой средний солнечный полдень в Нальчике наступает в 12:06.
Город находится в предгорной зоне республики. С запада, юга и востока окружён грядами северного склона Лесистого хребта. Хребет имеет крутой, почти отвесный склон на юге и более пологую северную часть, и в виде подковы окружает город Нальчик с трёх сторон. Очертания возвышенностей Лесистого хребта в основном мягкие и оглаженные. На севере к Лесистому хребту примыкает юго-западная оконечность Кабардинской предгорной равнины, с наклонным волнистым рельефом. Средние высоты на территории города составляют 512 метров над уровнем моря. Наивысшей точкой города является гора Большая Кизиловка (849 м.), высота которой снижается до минимальных значений в 420 метров на севере города.
| С-З | Пятигорск ~ 95 км Ставрополь ~ 266 км Ростов-на-Дону ~ 582 км | Элиста ~ 414 км Волгоград ~ 708 км Москва ~ 1654 км | Астрахань ~ 676 км                                  | С-В |
| З   | Сухум ~ 684 км Сочи ~ 650 км                                  | Роза ветров                                         | Грозный ~ 206 км Махачкала ~ 367 км Актау ~ 1939 км | В   |
| Ю-З | Кутаиси ~ 482 км                                              | Цхинвал ~ 222 км Тбилиси ~ 310 км Ереван ~ 584 км   | Владикавказ ~ 117 км Баку ~ 740 км                  | Ю-В |

| Крупнейшие города одной долготы или широты | Крупнейшие города одной долготы или широты  | Крупнейшие города одной долготы или широты |
| ------------------------------------------ | ------------------------------------------- | ------------------------------------------ |
|                                            | Север: Георгиевск, Арзамас, Нижний Новгород |                                            |
| Запад: Сочи Сараево Марсель Торонто        |                                             | Восток: Грозный Алма-Ата Урумчи Саппоро    |
|                                            | Юг: Боржоми, Мосул, Сана, Морони            |                                            |

### Гидрография
Через земли города протекает одноимённая река Нальчик, а также речки Шалушка (на северо-западе города) и Сухая Шалушка (на западе города). Вдоль долины реки Нальчик на территории городского парка расположены четыре озера, наиболее крупными из которых являются Первое озеро и Четвёртое (Курортное) озеро. К югу от города находятся несколько запруженных озёр, использующиеся для упорядочения стока реки Нальчик. На территории города расположены 18 минеральных источников различного физико-химического состава. В целом земли города обильно обеспечены водой. Грунтовые воды в основном залегают на глубине 3—5 метров. Река Нальчик — единственная зелёная полоска, соединяющая нижнюю часть города с верхней.

### Экология
Экологическое состояние города-курорта Нальчик в целом устойчивое. Единственным крупным загрязняющим предприятием на землях города является ОАО «Гидрометаллург», производящее вольфрамовый ангидрид и молибденовый концентрат. Уже несколько лет министерство природных ресурсов и экологии республики требует приостановить деятельность завода, но судебное разбирательство продолжается.

### Климат
Климат города является климатом предгорной зоны с тёплым летом и прохладной малоснежной зимой. Относительная близость Главного Кавказского и Скалистого хребтов оказывает заметное влияние на формирование климата в городе. Характерной особенностью являются суточные колебания температуры воздуха, в основном в летнее время, связанные с местными горами и долинными ветрами (горные бризы). Среднегодовая температура воздуха составляет 10,5°С. Средние показатели температуры воздуха колеблются от +28°…+30° — в июле до 0°…+2°С — в январе. Средние показатели ночной температуры воздуха колеблются от +17°…+19°С — в июле до −4°…-6°С — в январе. Наиболее высокая температура воздуха наблюдается в конце июля и в начале августа, а наиболее низкая — в конце января и в начале февраля. В зимний период возможны потепления до +15°С и выше. Среднегодовое количество осадков составляет около 640 мм. Максимально зафиксированный годовой уровень осадков составляет 893 мм, а рекордный суточный максимум — 94 мм. В среднем за год отмечается 140 дней с дождём, 40 дней со снегопадом, 45 дней с грозой, 75 дней с туманом. Выпадение града и сильный ветер отмечаются редко. Величина относительной влажности неустойчива. Среднегодовая относительная влажность составляет 75 %, достигая максимума в зимний период (85—86 %), минимума — летом (65—66 %). Преобладающими направлениями ветра в течение года являются юго-западные, восточные и северо-восточные.
| Показатель                     | Янв. | Фев. | Март | Апр. | Май  | Июнь | Июль | Авг. | Сен. | Окт. | Нояб. | Дек. | Год  |
| ------------------------------ | ---- | ---- | ---- | ---- | ---- | ---- | ---- | ---- | ---- | ---- | ----- | ---- | ---- |
| Средний суточный максимум, °C  | 1,9  | 4,0  | 9,7  | 16,9 | 22,4 | 26,8 | 29,4 | 29,4 | 23,7 | 16,3 | 9,3   | 4,7  | 16,2 |
| Средняя температура, °C        | −1,8 | −1,1 | 4,1  | 10,3 | 15,9 | 20,3 | 23   | 22,5 | 17,5 | 11,1 | 4,1   | −0,3 | 10,5 |
| Средний суточный минимум, °C   | −4,7 | −3,8 | 0,6  | 5,9  | 11,6 | 15,7 | 17,9 | 17,6 | 13,0 | 7,1  | 1,4   | −2,5 | 6,7  |
| Норма осадков, мм              | 21   | 22   | 39   | 58   | 94   | 107  | 69   | 58   | 63   | 45   | 34    | 27   | 637  |
| Источник: Гидрометцентр России |      |      |      |      |      |      |      |      |      |      |       |      |      |

## Этимология
Название города происходит от гидронима Нальчик, этимология которого остаётся неясной. Устоявшейся является точка зрения, что в основе названия города лежит слово нал — «подкова», присутствующее как в кабардино-черкесском (произносится «наль»), так и в карачаево-балкарском языках и заимствованное, по некоторым данным, из персидского языка. Подкова и является эмблемой города. Проблемы возникают с объяснением элемента -чик. Это может быть трансформация кабардинского щыч — «отрывающий» (подкову грунт) или тюркский уменьшительный формант чик — «маленькая».

## История

### Основание крепости

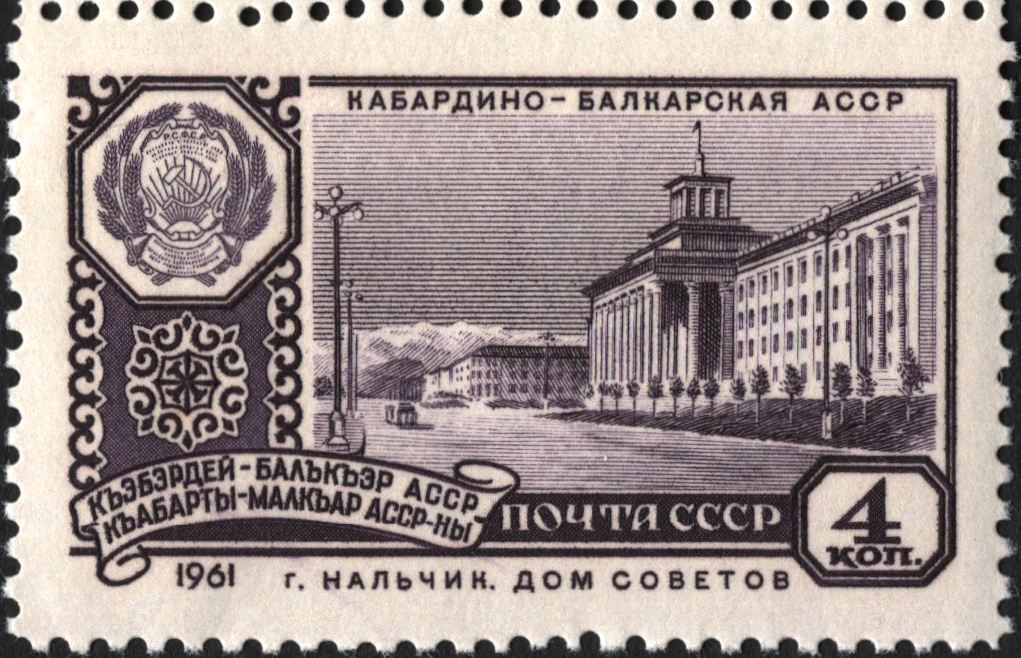
Почтовая марка СССР, 1961 год. Столицы автономных советских социалистических республик. Кабардино-Балкарская АССР. Нальчик, Дом Советов

Крепость Нальчик была основана генералом Ермоловым в 1818 году (либо в 1822 году; также, по некоторым данным, первые сведения о поселении относятся к 1724 году). Военное поселение при крепости было основано в 1838 году, преобразовано в слободу в 1871 году, в которой тогда проживало 3,5 тыс. человек. С 1871 по 1901 год население слободы возросло до 5096 человек.

### Советский период
Нальчик получил статус города 1 сентября 1921 года.
Во время Великой Отечественной войны Нальчик был оккупирован немецкими войсками с 28 октября 1942 года по 3 января 1943 года (см. Нальчикско-Орджоникидзевская операция (1942)) и значительно разрушен. В городском парке горит Вечный Огонь в память о погибших в годы Великой Отечественной войны. Кроме того, свидетельства о кровопролитных боях тех лет можно увидеть и в других местах города — у виадука рядом с элеватором установлен как памятник танк Т-34, у краеведческого — пушка; на территории средней школы № 9, служившей во время войны госпиталем, находятся могилы двух солдат. Освобождение Нальчика осуществлялось войсками 37-й армии Северной группы войск Закавказского фронта совместно с партизанами Кабардино-Балкарии.

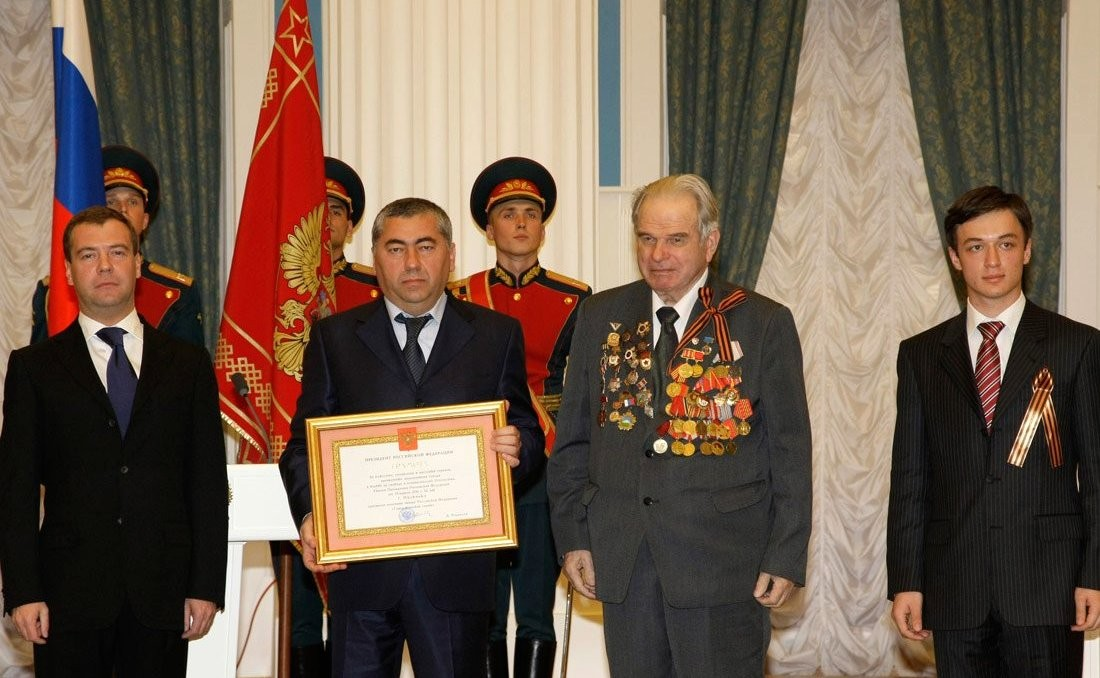
Церемония вручения грамоты о присвоении Нальчику почётного звания «Город воинской славы» президентом Д. А. Медведевым. 4 мая 2010 года

Сразу после освобождения города от оккупации началось его восстановление. Вскоре начали давать продукцию мелькомбинат, мясокомбинат. Уже 15 марта была налажена телефонная связь с 13 районными центрами, восстановленные мосты и дороги позволили открыть движение по железной дороге на участке Нальчик—Прохладный. В июне 1943 года возобновил работу кабардинский драмтеатр, открыта филармония, стали работать школы и лечебные учреждения.
Восстановление мирной жизни было омрачено трагическими событиями в истории балкарского народа. 8 марта 1944 года началась его насильственная депортация. В 14 эшелонах спецпереселенцы были отправлены с железнодорожной станции Нальчик в бессрочную ссылку в Казахстан и Киргизию.
Город имеет регулярную сеть улиц, застроенных главным образом многоэтажными жилыми и административными зданиями 1950—1970-х годов. В 1960—1970-е годы Нальчик благоустроен по утверждённому в 1966 году новому генеральному плану, соответствующему статусу города-курорта. Отличительной особенностью городской застройки стало то, что между главными улицами с многоэтажными домами оказались расположены целые кварталы частных домов, многие из которых дореволюционной постройки. Они как бы спрятаны, дабы не вносить дисбаланс в парадность главных улиц.
13 июля 1968 года в городе произошли массовые беспорядки. Поводом к беспорядкам послужили распространявшиеся на Центральном рынке слухи о том, что в опорном пункте милиции на рынке был убит задержанный за нарушение общественного порядка. Собравшаяся толпа ворвалась в помещение пункта и освободила задержанного. Однако слухи об «убийствах» в опорном пункте продолжали распространяться. В течение дня толпа несколько раз брала штурмом кабинет участкового милиционера, который в итоге был убит. Призывы к спокойствию со стороны представителей городской и республиканской власти, выступавших перед толпой, а также усилия военнослужащих гарнизона города по восстановлению порядка были безрезультатны. Беспорядки прекратились лишь к вечеру. В итоге к уголовной ответственности было привлечено около 30 человек, из которых трое приговорены к расстрелу.

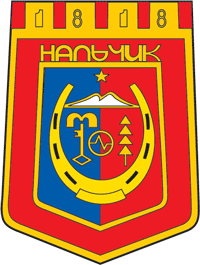
Герб Нальчика в 1983—1999 годах

К середине 1980-х годов в жизни города наметились некоторые явления и тенденции, определившие его дальнейшую историю. Наряду с внешней благоустроенностью и благополучием, в быту горожан существовал целый ряд проблем. Так, автобусное сообщение внутри города отличалось нерегулярностью, парк автобусов был изношен, большинство дорог города, особенно на окраинах, не были заасфальтированы либо были постоянно перекопаны из-за ремонта коммуникаций, который проводился месяцами. Телефонизация города была крайне низка, особенно в частном секторе застройки.

### Современность
С началом 1990-х годов, ознаменовавшихся распадом Советского Союза, начались, пожалуй, самые трудные времена для города Нальчика, да и для Кабардино-Балкарии в целом. 15-летний период в истории республики люди назовут эпохой В. М. Кокова, первого президента КБР. Во время Августовского путча 1991 года собравшаяся перед Домом Советов толпа потребовала убрать памятник Ленину. Он был демонтирован. Нальчик становится столицей Кабардино-Балкарской Республики. В городе размещаются все институты власти самостоятельного субъекта Федерации.
С 24 сентября по 4 октября 1992 года в Нальчике проходил митинг, начавшийся с требований об освобождении из-под стражи президента Конфедерации горских народов Кавказа (КГНК) Ю. Шанибова и закончившийся призывами к отставке руководства республики. Республика была на грани войны. Всё началось с задержания представителями Генеральной прокуратуры РФ президента Конфедерации народов Кавказа Юрия Шанибова (задержание было связано с его указом по КГНК, предписывающим всем воинским формированиям Конфедерации пробиваться в Абхазию, преодолевая с боями любое сопротивление — в условиях начала грузино-абхазской войны, в которой КГНК приняла сторону Абхазии). Руководство республики, расценив события в Нальчике как попытку захвата власти, вынуждено было пойти на уступки, такие как содействие в освобождении Шанибова, досрочные парламентские выборы, полное обновление состава Избиркома и другие.
В 1993 году Нальчик представлял собой довольно печальное зрелище. Так же, как и во всей России, распад СССР и разрыв производственных связей привёл к тому, что большинство предприятий города были закрыты, рабочие уволены и предоставлены самим себе в поиске средств к существованию. Безработица с каждым годом стала нарастать. На работающих предприятиях задолженность по выплате зарплаты достигала нескольких лет. Начался стремительный отток трудоспособного населения, в основном квалифицированных кадров. Городское хозяйство и транспорт пришли в упадок, дороги были разрушены, дома стояли обшарпанные. Стихийно стали расти городские рынки — грязные, необустроенные, на которых можно было купить всё, что угодно. К 1995 году ситуация усугубилась ещё больше, когда по приглашению президента В. М. Кокова в санаториях и домах отдыха были размещены беженцы из Чечни. Вся курортная зона и городской парк пришли в упадок и практически полностью выпали из поля зрения городских властей.
Вместе с тем, несмотря на падение уровня жизни в республике, огромный рост безработицы и задолженности по зарплате, в республике была сохранена политическая стабильность.

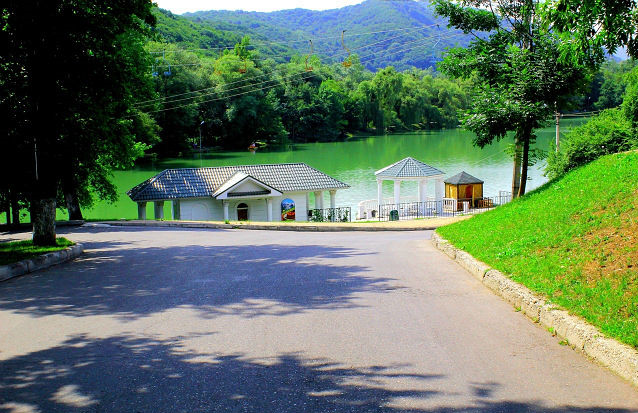
Озеро Трек в городском парке

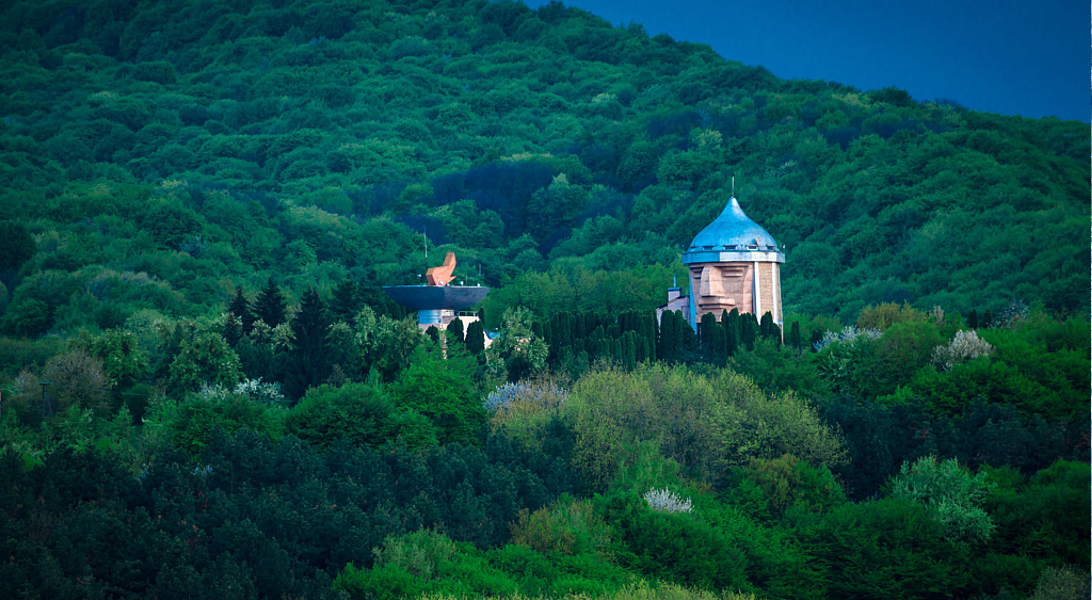
Ресторан «Сосруко» в городском парке Нальчика

1997 год стал для Нальчика во многом переломным. Городские власти предприняли первые попытки благоустройства города. Реорганизованный трест «Горзеленхоз» занялся активным украшением и озеленением города и городского парка. Эти усилия принесли свои плоды. Реальные достижения в озеленении города, приведении в порядок улиц, благоустройстве парковой зоны, а также, в некоторое степени, бездействие промышленных предприятий (и как следствие — отсутствие загрязнения окружающей среды) позволили городу Нальчику в 1997, 1998, 2003, а затем и в 2007 году занять соответственно 3-е, 1-е, 3-е и 3-е места во Всероссийском конкурсе на звание «Самый благоустроенный город России» среди городов первой категории. С этого момента город получает довольно значительные средства на благоустройство. Постановлением Правительства Российской Федерации от 31 октября 1999 года за № 1203 город Нальчик утверждён курортом федерального значения.
В октябре 2005 года город подвергся нападению боевиков-исламистов. Ещё одна атака на город, менее масштабная, была предпринята в феврале 2011 года.

### Награды
Указом Президиума Верховного Совета СССР от 7 мая 1985 года № 446 за мужество и стойкость, проявленные трудящимися города в годы Великой Отечественной войны, и за успехи, достигнутые в хозяйственном и культурном строительстве, Нальчик награждён Орденом Отечественной войны I степени.
25 марта 2010 года Указом Президента Российской Федерации Дмитрия Медведева Нальчику присвоено почётное звание «Город воинской славы».
В рамках проекта «„Город России“ Национальный выбор-2017» Нальчик вошёл в пятёрку лучших городов страны, заняв пятое место.
Портал Domofond провёл опрос граждан страны по экологии их городов, по результатам которого Нальчик занял шестое место. По опросу того же портала Нальчик занял второе место в рейтинге дружелюбия среди российских городов

## Население
Нальчик — пятый по численности населения город Северо-Кавказского федерального округа
Население на 1 января 2019 года составило 238 710 человек

Население на 1 января 2020 года — 239 247 человек
| 1897     | 1913     | 1926     | 1931     | 1933     | 1939     | 1959     | 1962     | 1967     | 1970     | 1973     | 1975     |
| -------- | -------- | -------- | -------- | -------- | -------- | -------- | -------- | -------- | -------- | -------- | -------- |
| 4809     | ↗18 600  | ↘12 893  | ↗20 939  | ↗26 900  | ↗47 970  | ↗87 617  | ↗102 000 | ↗119 000 | ↗145 690 | ↗176 000 | ↗194 000 |
| 1976     | 1979     | 1982     | 1985     | 1986     | 1987     | 1989     | 1990     | 1991     | 1992     | 1993     | 1994     |
| →194 000 | ↗207 406 | ↗215 000 | ↗219 000 | ↗224 000 | ↗236 000 | ↘234 547 | ↘233 000 | ↗241 000 | ↗242 000 | ↘241 000 | ↘239 000 |
| 1995     | 1996     | 1997     | 1998     | 1999     | 2000     | 2001     | 2002     | 2003     | 2004     | 2005     | 2006     |
| ↘234 000 | ↘233 000 | ↗236 000 | ↘232 000 | ↗234 700 | ↘233 400 | ↘228 400 | ↗274 974 | ↗275 000 | ↘273 500 | ↘272 800 | ↘271 400 |
| 2007     | 2008     | 2009     | 2010     | 2011     | 2012     | 2013     | 2014     | 2015     | 2016     | 2017     | 2018     |
| ↘270 400 | ↘269 700 | ↘269 227 | ↘240 203 | ↘240 100 | ↘239 337 | ↘239 098 | ↘238 802 | ↗238 987 | ↗239 040 | ↗239 200 | ↗239 300 |
| 2019     | 2020     | 2021     | 2023     | 2024     | 2025     |          |          |          |          |          |          |
| ↗239 710 | ↘239 583 | ↗247 054 | ↘245 961 | ↘245 756 | ↘245 588 |          |          |          |          |          |          |

На 1 января 2025 года по численности населения город находился на 79-м месте из 1124 городов Российской Федерации.
Плотность населения — 3665.49 чел./км2.

### Национальный состав
По данным Всероссийской переписи населения 2010 года в Нальчике проживали:
| Народ                     | Численность, чел. | Доля от всего населения, % |
| ------------------------- | ----------------- | -------------------------- |
| кабардинцы                | 118 300           | 49,25 %                    |
| русские                   | 69 106            | 28,77 %                    |
| балкарцы                  | 29 212            | 12,16 %                    |
| осетины                   | 4905              | 2,04 %                     |
| украинцы                  | 1932              | 0,80 %                     |
| армяне                    | 1793              | 0,75 %                     |
| черкесы                   | 1595              | 0,66 %                     |
| чеченцы                   | 1320              | 0,55 %                     |
| грузины                   | 1072              | 0,45 %                     |
| другие                    | 9857              | 4,10 %                     |
| не указана национальность | 1111              | 0,46 %                     |
| всего                     | 240 203           | 100,00 %                   |

По итогам переписи населения 2020 года проживали следующие национальности (национальности менее 1 % и другое, см. в сноске к строке «Другие»):
| Национальность | Численность, чел. | Доля     |
| -------------- | ----------------- | -------- |
| Кабардинцы     | 120 984           | 48,97 %  |
| Русские        | 59 105            | 23,92 %  |
| Балкарцы       | 32 437            | 13,13 %  |
| Черкесы        | 9006              | 3,65 %   |
| Осетины        | 3424              | 1,39 %   |
| Другие         | 22 098            | 8,94 %   |
| Итого          | 247 054           | 100,00 % |

### Половозрастной состав
По данным Всероссийской переписи населения 2010 года:
| Возраст     | Мужчины, чел. | Женщины, чел. | Общая численность, чел. | Доля от всего населения, % |
| ----------- | ------------- | ------------- | ----------------------- | -------------------------- |
| 0 — 14 лет  | 19 508        | 18 835        | 38 343                  | 15,9 %                     |
| 15 — 59 лет | 74 927        | 91 420        | 166 347                 | 69,3 %                     |
| от 60 лет   | 12 778        | 22 735        | 35 513                  | 14,8 %                     |
| Всего       | 107 213       | 132 990       | 240 203                 | 100,0 %                    |

- Мужчины — 107 213 чел. (44,6 %). Женщины — 132 990 чел. (55,4 %).
- Средний возраст населения — 36,7 лет. Медианный возраст населения — 34,6 лет.
- Средний возраст мужчин — 34,6 лет. Медианный возраст мужчин — 31,8 лет.
- Средний возраст женщин — 38,4 лет. Медианный возраст женщин — 37,1 лет.

## Статус и органы власти

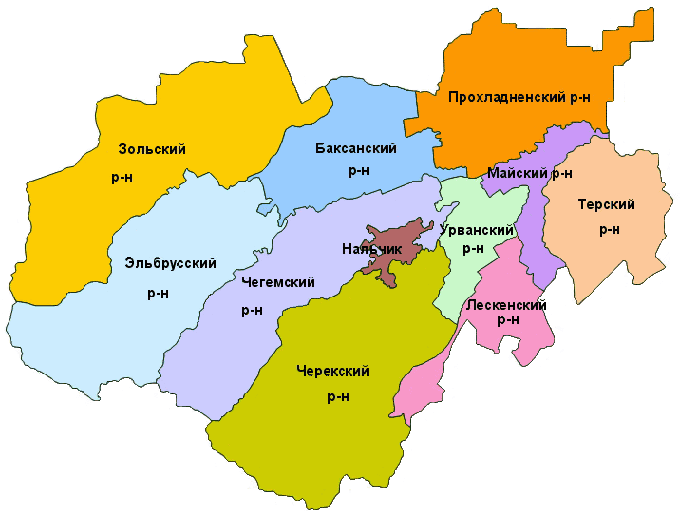
Нальчик на карте Кабардино-Балкарии

Нальчик является городом республиканского значения, столицей Кабардино-Балкарской Республики.
В Нальчике находятся все законодательные, исполнительные и судебные органы власти Кабардино-Балкарской Республики.
Образует городской округ Нальчик, является местом нахождения его органов местного самоуправления.

## Территориальное деление
Территория города включает ряд микрорайонов (районов), имеющих следующие неофициальные названия и не являющихся административными единицами. Некоторые из них отображены на карте-схеме городского портала:
| Название              | Расположение             |
| --------------------- | ------------------------ |
| Стрелка               | север города             |
| Искож (Молодёжный)    | северо-восток города     |
| Аэропорт              | северо-восток города     |
| Завокзальный (СКЭП)   | северо-восток города     |
| Александровка         | восток города            |
| Телемеханика          | восток города            |
| Дубки                 | юго-восток города        |
| Нарт                  | юго-восток города        |
| Вольный Аул           | юг города                |
| Долинск               | юго-запад города         |
| Горная (Горный)       | запад города             |
| Затишье (Университет) | северо-запад города      |
| Богданка              | северо-запад города      |
| Центр                 | центральная часть города |
| Еврейская Колонка     | центральная часть города |
| Северный микрорайон   | север города             |
| микрорайон Телевышки  | юго-запад города         |

Кроме того, в юго-восточной части города начинается (2019 год) строительство районов Восточный и Мишхидж.

## Города-побратимы
- Амман, Иордания
- Кайсери, Турция
- Владикавказ, Россия
- Рино, США

## Экономика
На территории городского округа Нальчик зарегистрировано 16 147 субъектов хозяйственной деятельности, в том числе индивидуальных предпринимателей — 8097, юридических лиц — 6842.

### Промышленность
Нальчик — крупный промышленный центр. В городе расположены заводы: машиностроительный (оснастка грузовых автомобилей, в основном КРАЗов, для геологической разведки и для горнодобычи), электроники (Нальчикский завод полупроводниковых приборов, ОАО «НЗПП», выпускает продукцию для нужд ВП МО РФ, «Телемеханика», Нальчикский электровакуумный завод, «Севкавэлектроприбор», производившие, в том числе, оборонную продукцию), металлообрабатывающий («Черцветмет»); комбинат искусственных кож и плащёвых тканей «Искож»; халвичный завод, производящий широкий спектр пищевой продукции, в том числе газированную воду и пиво; кондитерская фабрика «Нальчик-сладость» (основана в 2004 году); элеватор республиканского значения; металлургический завод «Гидрометаллург» по выпуску оксида вольфрама.
В Нальчике проживает 46 % занятого активного населения. В городе сосредоточено 40 % основных производственных фондов, производится около 50 % республиканского объёма продукции.

### Связь

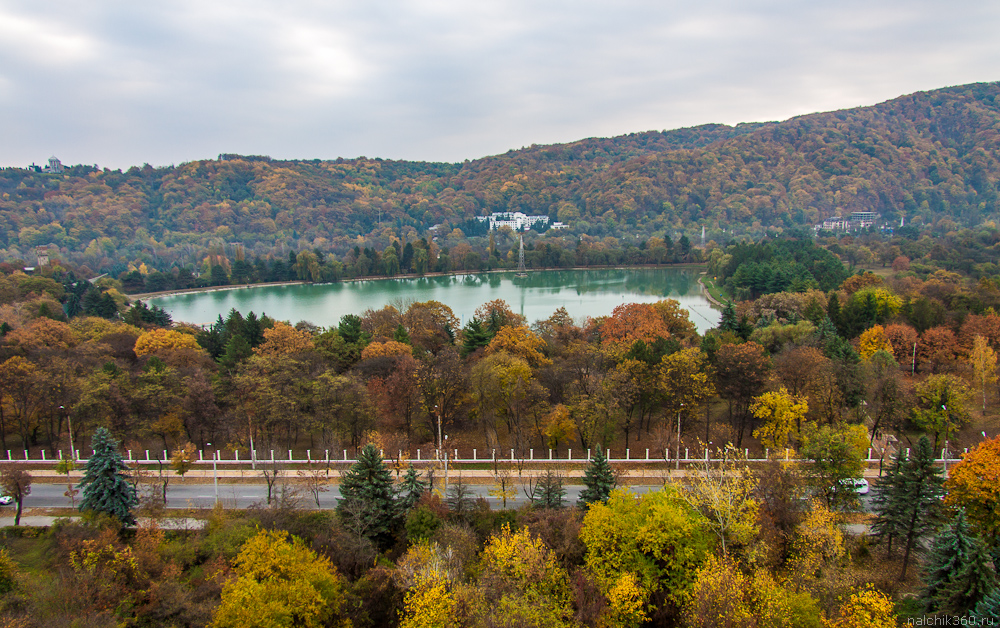
Вид на озеро Курортное поздней осенью

#### Фиксированная
В городе действуют следующие операторы фиксированной связи:
- Ростелеком,
- компания «ЮгТелСет» («Южные Телефонные Сети»).

#### Сотовая
В городе, как и на территории республики, работают пять операторов сотовой связи стандарта GSM:
- Билайн
- МегаФон
- MTC
- Yota

#### Интернет
В сегменте услуг доступа к сети Internet конкурируют:
- Ростелеком
- Компания ЮгТелСет (ЮТС)
- Зелёная точка
- Скайнет

### Туризм

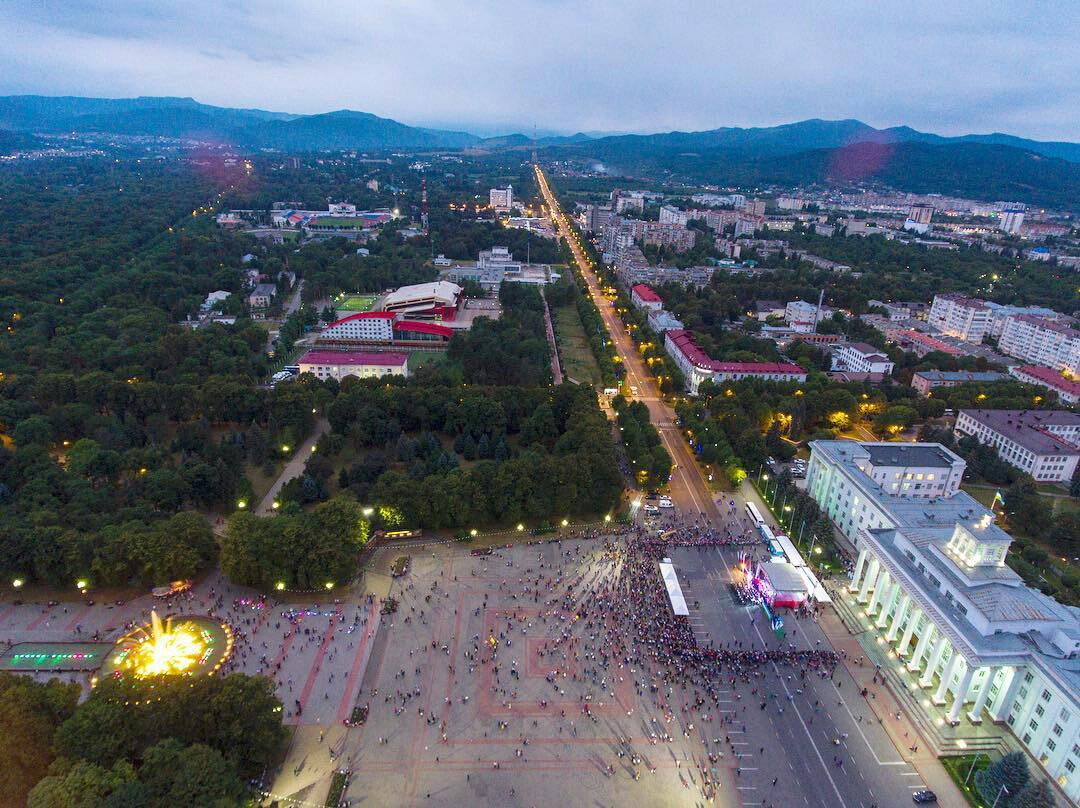
Вид на площадь Согласия и парк «Атажукинский сад»

Отличительной особенностью города является высокий уровень курортно-рекреационного развития. Нальчик — бальнеологический и горноклиматический курорт. Благодаря мягким природно-климатическим условиям, наличию разнообразных минеральных вод и лечебной грязи бальнеологический курорт Нальчик получил общероссийское и международное признание, наряду с курортами Кавказских Минеральных Вод. В городе лечат заболевания, связанные с опорно-двигательным аппаратом, сердечно-сосудистой и нервной системой, органами пищеварения и обмена веществ, печени и желчных путей.
Примерно четверть города определена как курортная. В курортной части города и около неё расположено около 40 санаториев, домов отдыха, турбаз, пансионатов. Предоставляемые санаториями бальнеологические лечебные процедуры могут включать в себя ванны как внутри санаториев, так и в городской водогрязелечебнице. В городе есть два парка аттракционов (в курортной зоне и в микрорайоне «Молодёжный»), четыре искусственных озера (наполняются на время купального сезона из реки Нальчик), две канатные дороги (одна из них не функционирует с 1993 года), минеральные источники, огромный парк (один из крупнейших в Европе), переходящий в лес, «терренкур», зоопарк, ипподром. Живописные горы вокруг располагают к туризму, в частности, к походам и альпинизму. На горе Малая Кизиловка напротив курортной части города расположен ресторанный комплекс «Сосруко» и смотровые площадки с обзором города, его ближних и дальних окрестностей и горных хребтов.
Санаторно-курортные учреждения на территории города:
- Водолечебница
- Детский санаторий «Звёздочка»
- Детский санаторий «Огонёк»
- Детский санаторий «Орлёнок»
- Детский социально-реабилитационный центр «Радуга»
- Пансионат «Долинск»
- Пансионат «Грушёвая роща»
- Санаторий «Голубые ели»
- Санаторий «Горный родник»
- Санаторий «Долина нарзанов»
- Санаторий «Дружба»
- Санаторий имени Бетала Калмыкова
- Санаторий имени Сергея Кирова
- Санаторий «Комсомолец»
- Санаторий «Лебедь»
- Санаторий «Ленинград»
- Санаторий «Маяк»
- Санаторий «Москва»
- Санаторий «Нарзан»
- Санаторий «Олимп»
- Санаторий «Терек»
- Санаторий «Чайка»
- Санаторий «Эльбрус»

## Транспорт

### Авиационный
Аэропорт Нальчик — международный аэропорт федерального значения. Расположен на северо-восточной окраине города. Является аэродромом совместного базирования, помимо гражданской авиации используется военной авиацией и авиацией МВД РФ. Из международного аэропорта Нальчик выполняются регулярные рейсы в Москву (авиакомпания Аэрофлот — Российские авиалинии) и Стамбул (авиакомпания Onurair), а также несколько чартерных рейсов. В 2018 году завершена реконструкция взлётно-посадочной полосы. В конце октября 2019 года рейсы в Санкт-Петербург и Москву возобновила авиакомпания «Победа». Добавлен новый терминал. В 2024 году запущены прямые рейсы в Казань авиакомпанией Red Wings.

### Автомобильный
Через город проходила автомобильная трасса федерального значения «Кавказ», в настоящее время[какое?] построена обводная дорога Чегем — Урвань.
Основу городского общественного транспорта Нальчика составляют маршрутные такси, представленные частными компаниями, и автобусы и маршрутные такси (номера маршрутов и сами маршруты почти полностью совпадают). До 1 сентября 2005 года автобусный парк состоял в основном из автобусов ЛиАЗ-677, в том числе переданных Нальчику Правительством Москвы в 2003 году, автобусов ПАЗ-672 и ПАЗ-3205, автобусов Ikarus-260 и Ikarus-263, ЛАЗ-695, ЛАЗ-699, один Волжанин-5270, четыре автобуса НефАЗ-5299 и сочленённые Ikarus-280, переделываемые через 10—15 лет эксплуатации в обычные Ikarus-260. 11 автобусов «Икарус» и «ЛАЗ» сгорели летом 2005 года.
С 1 сентября 2005 года началось обновление парка новыми автобусами ЛиАЗ-5256, ПАЗ-4230 «Аврора», ПАЗ-4234. ОАО «РегионАвтоТранс-Нальчик», получившее в 2005—2006 годах 100 автобусов, стало обслуживать шесть основных городских маршрутов. В 2008 году получено 50 автобусов Богдан А092.04.
Парк маршрутных микроавтобусов представлен в основном автобусами ГАЗ-3221 «Газель» и «ГАЗель-Next», до 2006 года курсировали несколько автобусов ПАЗ-3205, ПАЗ-672 и 3 Икаруса-260 с табличками «частный транспорт». Микроавтобусы типа «Рафик» практически исчезли с пассажирских перевозок в Нальчике к 2009 году.
Хорошо развита служба такси, представленная большим числом перевозчиков и множеством точек — стоянок такси.
В январе 2016 года был обновлён парк муниципальных автобусов: поступило 33 автобуса ПАЗ-3203 малого класса и пять низкопольных автобусов ЛиАЗ-5292.70 с двигателем, работающим на газе.
12 ноября 2021 была поставлена партия автобусов из Москвы марки ЛиАЗ-5292. В ночь с 14 на 15 число того же месяца, в результате пожара сгорело семь автобусов ПАЗ-3203.
21 февраля 2024 года была поставлена партия автобусов ПАЗ-422320 Citymax 9 и ПАЗ-320415-04 Вектор Next в количестве 20 единиц и 24 единицы соответственно.

### Троллейбус и электробус
В 1976 году началось строительство первой очереди Нальчикского троллейбуса. Первую 12-километровую линию «Дубки — проспект Мира» планировалось ввести в эксплуатацию до декабря 1980 года, и уже 22 ноября 1980 года было открыто пассажирское троллейбусное движение по маршрутам: 1. «Проспект Мира — Тех. училище № 1», 1А. «Тех. училище № 1 — Рынок». В часы пик осуществлялось движение до завода полупроводниковых приборов (НЗПП). Первые водители Нальчикского троллейбуса проходили теоретический курс в ПТУ № 11 г. Нальчика, а практику — в Армавире.
Первая очередь троллейбуса связала завод НЗПП, Центральный рынок, микрорайоны Дубки и Горный, пройдя главным образом по улицам со слабо развитым или отсутствующим городским автобусным сообщением: Шогенова (Легендарная), 2-й Таманской дивизии, Осетинской, Первомайской (Ахохова), Кирова. В 1982 году был открыт проспект Мира (Кулиева) с троллейбусной линией, продолжающейся по проспекту Ленина, улице Республиканской (пр. Шогенцукова), Баксанскому шоссе (ул. Мальбахова). По новым линиям прошли маршруты № 2 (Стрелка — Горная, с сентября 1982), № 3 (Дубки — Стрелка, с марта 1984) и № 4 (Дубки — Горная, с декабря 1987). В 2000 году открыты маршруты № 5 «Дубки — Кабардино-Балкарский гос. университет» и № 6 «Стрелка — Долинск» с конечной остановкой у Курортного зала, продлённый летом 2001 года до 2-й городской больницы в Хасанье. Для работы на трассе маршрута № 6, включающей в себя участок с уклоном 12°, были закуплены шесть троллейбусов ЗиУ-682Г1А с двигателем повышенной мощности. В 2004 году пошли троллейбусы по маршруту № 7 «КБГУ — ул. Ногмова, пр. Шогенцукова, ул. Захарова, ул. Суворова, ул. Калинина — пос. Адиюх (Птицефабрика»). Эта линия в будущем должна была дойти до железнодорожной станции «Докшукино» (г. Нарткала).
Также планировалось строительство линии по ул. Идарова (Гагарина), от ул. Шогенова до ул. Суворова, с введением новых маршрутов по направлениям «Дубки — Александровка», «Дубки — Стрелка» и линии до города Чегем с возможным продолжением до Баксана и Пятигорска.
Остались нереализованными планы по строительству второго депо, линий в район Искож и посёлок Кенже.
Эксплуатирующая организация — МУП «Нальчикский транспорт».
Количество эксплуатируемых подвижных составов: 17 (2020), 27 (2017), 44 (2011), 48 (2008), 52 (2007), 65 (2004), 55 (2000). Ежедневный выпуск на линию — до 20 троллейбусов (2019). В 2024 году практически все троллейбусы заменены на новые автобусы, единственным действующим маршрутом является маршрут № 7 (Адиюх↔Горная).
Действующий подвижной состав:
- Тролза-5265 «Мегаполис»: 120—128

Маршруты троллейбусов:
- 7. Адиюх ↔ Горная (по проспекту Шогенцукова)

Недействующие маршруты:
- 1: Дубки ↔ Горная (по улице Кирова)
- 1А: Лицей № 1 ↔ Зелёный рынок
- 1Н: Горная ↔ Зелёный рынок ↔ рынок Дубки ↔ Нартан [обслуживался IMC-электробусами]
- 2: Горная ↔ Стрелка
- 2Ш: Горная ↔ Стрелка ↔ Шалушка
- 3: Дубки ↔ Стрелка (парковые рейсы маршрутов #2 и #2Ш)
- 4: Дубки ↔ Горная (в данный[какой?] момент обслуживается автобусами ПАЗ)
- 4А: Дубки ↔ Курортный зал
- 5: КБГУ → Дубки (парковый утренний рейс маршрута #7 в учебное время)
- 5Н: КБГУ ↔ Нартан [обслуживался IMC-электробусами]
- 6: Стрелка ↔ Долинск
- 6: Стрелка ↔ Курортный зал
- 7: Адиюх → КБГУ (утренний рейс в учебное время)
- 8: Александровка ↔ Долинск [обслуживался IMC-электробусами]

### Железнодорожный

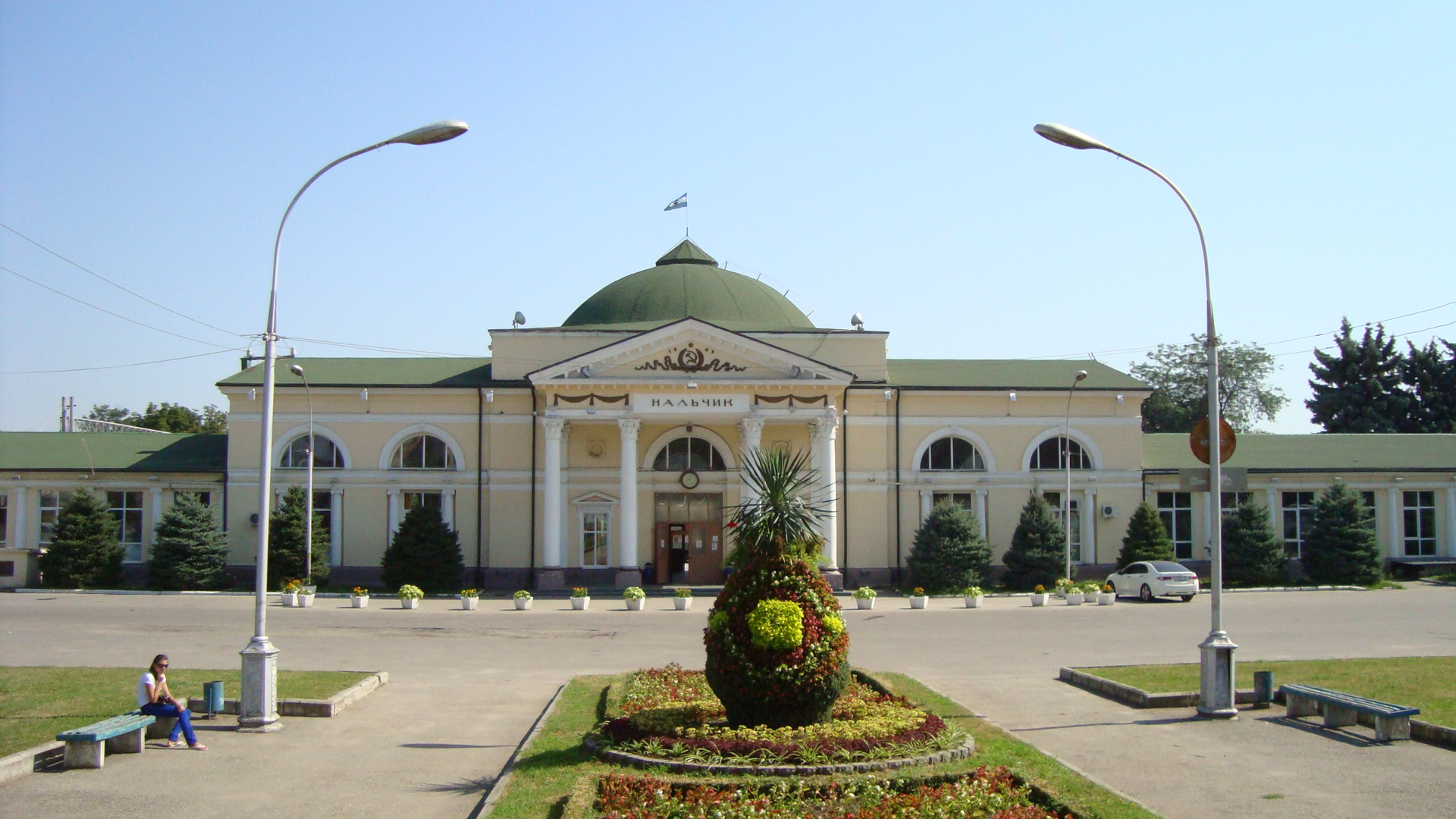
Железнодорожный вокзал в Нальчике

Железнодорожный вокзал станции Нальчик, расположенный в центре города, относится к Северо-Кавказской железной дороге и является отправной точкой для поездов, следующих в другие города страны. С железнодорожного вокзала Нальчика поезда дальнего следования отправляются в направлении Москвы, от которой станция Нальчик расположена на расстоянии около двух тысяч километров. Пригородные электропоезда с Нальчикского железнодорожного вокзала следуют до городов Минеральные Воды и Прохладный. Станция Нальчик находится на тупиковой ветке; основной железнодорожной развязкой Кабардино-Балкарии является станция Прохладная (город Прохладный).
Ветка железной дороги была проведена в город Нальчик в 1913 году. В тот же год было построено здание железнодорожного вокзала Нальчика, хозяйственные постройки, сохранившиеся и работающие до настоящего времени[какого?]. В здании железнодорожного вокзала Нальчика расположены билетные кассы, справочное бюро, зал ожидания, камеры хранения багажа, пункт медицинской помощи, комнаты матери и ребёнка, кафе.
В 2018 году закрыт на ремонт надземный пешеходный переход над железнодорожной платформой.
По состоянию на 2025 год:
- Поезда дальнего следования — 1: № 061С/062Ч Нальчик — Москва «Эльбрус», № 361С/033С/034С Нальчик — Москва.
- Сезонные поезда дальнего следования — Нальчик — Адлер; Нальчик — Новороссийск; «Жемчужина Кавказа» с сообщением: Москва / Воронеж / Ростов-на-Дону — Майкоп — Владикавказ — Грозный — Дербент / Махачкала — Нальчик — Ростов-на-Дону / Воронеж / Москва.

## Образование и наука
- Институт экологии горных территорий им. А. К. Темботова Российской Академии НАУК
- Кабардино-Балкарский государственный университет имени Х. М. Бербекова (КБГУ)
  - Колледж информационных технологий и экономики КБГУ (КИТиЭ КБГУ)
  - Медицинский колледж КБГУ
- Кабардино-Балкарский государственный аграрный университет имени В. М. Кокова[91]
- Северо-Кавказский государственный институт искусств[92]
  - Колледж культуры и искусств при СКГИИ
- Кабардино-Балкарский институт бизнеса[93]
- Северо-Кавказский исламский университет имени Имама Абу Ханифы
- Филиал Белгородского университета Потребительской кооперации
- Филиал Ростовской государственной экономической академии
- Филиал Современной Гуманитарной Академии
- Медицинский колледж «Призвание»
- Кабардино-Балкарский торгово технологический колледж
- Кабардино-Балкарский гуманитарно технический колледж

## Культура и искусство

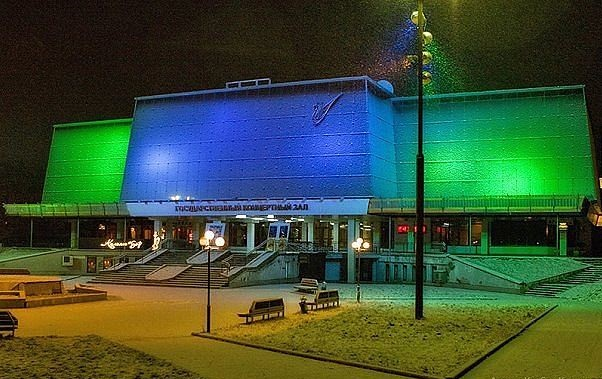
Государственный концертный зал

### Культура

#### Музеи
- Национальный музей Кабардино-Балкарской Республики
- Кабардино-балкарский музей изобразительных искусств им. А. Л. Ткаченко
- Литературный музей
- Мемориальный дом-музей Марко Вовчок
- Музей науки и техники

Также действуют несколько выставочных галерей

#### Театры
- Зелёный театр (открытый амфитеатр в городском парке)
- Государственный русский драматический театр имени Максима Горького
- Кабардинский государственный драматический театр имени Али Шогенцукова
- Балкарский государственный драматический театр имени Кайсына Кулиева
- Государственный концертный зал
- Государственный музыкальный театр. Открыт 27 января 1968 года[94]
- Общедоступный театр Мухадина Нагоева
- Театр «Трёх народов»
- Театр кукол

#### Кинотеатры
- Восток
- Галерея Cinema (мультиплекс)
- Дея Синема (мультиплекс)
- Форум
- Эльбрус

### Достопримечательности

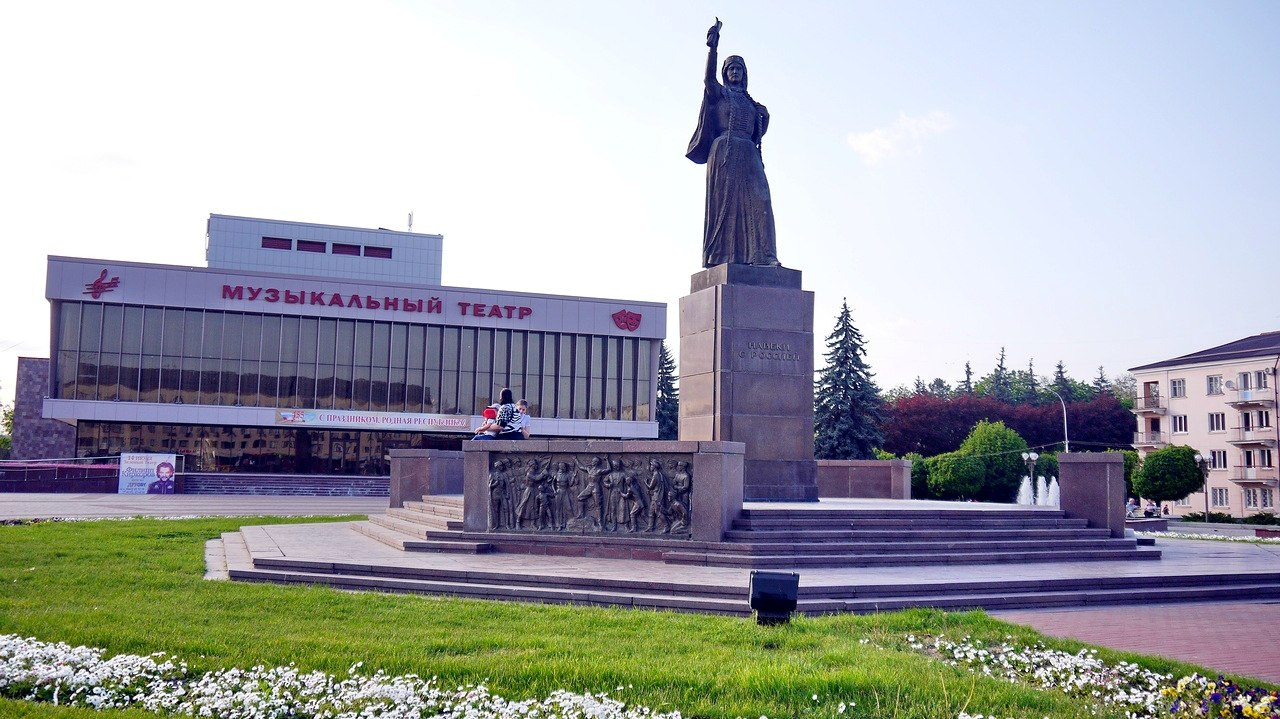
Монумент «Навеки с Россией»

На территории Нальчика сохранились уникальные историко-археологические памятники, такие как: Агубековская стоянка (начало III в. до н. э.), Нальчикский могильник (II в. до н. э.) Нальчикский могильник., Долинское поселение (II в. до н. э.) и др.
- Атажукинский сад — парк культуры и отдыха. Главный парк города. Считается самым большим парком на территории Северного Кавказа.
- Нальчикский городской ипподром[95].
- Долинское поселение — остатки древнего поселения эпохи раннего бронзового века (рубеж 3-го и 2-го тысячелетия до н. э.).
- Дом-музей кабардинского поэта, писателя Али Асхадовича Шогенцукова. Находится по адресу: ул. Горького, 35. Экспозиция музея размещается в доме, где он жил с 1939-го по 1941 год, откуда ушёл на фронт и не вернулся. Дата открытия: 21 декабря 1990 года[96].
- Дом-музей Марко Вовчок, единственный в РФ и ближайшем зарубежье музей известной украинской писательницы. Экспозиция музея размещается в доме, где писательница прожила два последних года своей жизни. Находится в Долинске.
- Кабардино-Балкарский музей изобразительных искусств им. А. Л. Ткаченко. Решение об организации художественного музея в городе Нальчике Кабардино-Балкарской АССР было принято Постановлением № 452 от 22 сентября 1959 года.
- Литературный музей — один из немногих литературных музеев младописьменных народов России. Диапазон представленных в нём материалов очень широк: от фольклора до материалов деятелей литературы современной Кабардино-Балкарии.

Памятник «Древо жизни»

- Мемориал «Древо жизни», посвящённый жертвам Кавказской войны (1763—1864).
- Мемориал жертвам репрессий балкарского народа — мемориал открыт 8 марта 2002 года, в 58-ю годовщину депортации балкарского народа в ходе политических репрессий в 1944—1957 годы. Находится в Долинске.
- Монумент «Навеки с Россией» (бронза, гранит, песчаник; 1957; скульпторы М. Ф. Листопад, С. О. Махтин, архитектор В. К. Олтаржевский)[97].
- Стела «Город воинской славы».
- Памятник Беталу Калмыкову.
- Нальчикский могильник, относящийся к хвалынско-среднестоговской общности, существовавшей в эпоху энеолита, в первой половине V тысячелетия до н. э., представляет собой памятник производящего хозяйства, какие встречаются на Северном Кавказе[98].
- Национальный музей Кабардино-Балкарской Республики. Музей основан в 1921 году. В экспозиции отдела природы экспонируется огромная рельефная карта республики, представлены образцы добываемых в республике полезных ископаемых.
- Ресторан «Сосруко», представляющий собой архитектурное сооружение в форме головы богатыря нартского эпоса Сосруко и его протянутой руки с факелом. Ресторан, вместе со смотровыми площадками, расположен на горе Малая Кизиловке и виден практически с любой точки города, подняться туда можно по канатной или обычной дороге.
- Нальчикский арбат, на улице Кабардинская.
- Терренкур «1000 ступеней».
- Сквер «Площадь Согласия».
- Мемориальная арка «Навеки с Россией» (арка Дружбы) в районе Стрелка.

## Религия

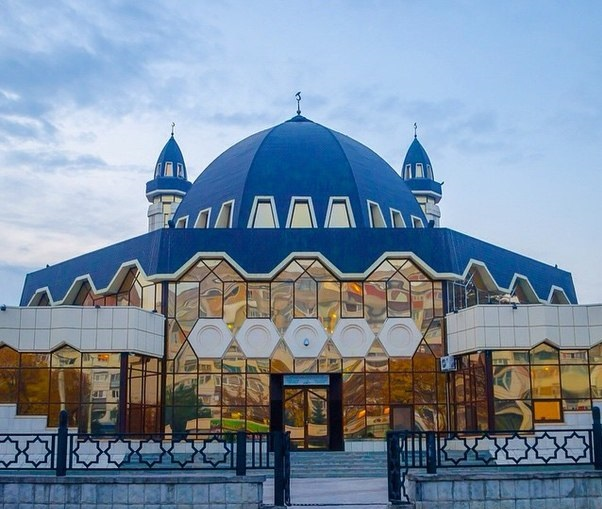
Центральная соборная мечеть города

### Ислам
Большинство населения города исповедуют ислам суннитского толка и принадлежат к ханафитской правовой школе.
На территории города действуют девять мусульманских организаций и исламский общеобразовательный центр.
- Центральная соборная мечеть
- МРМО «Ар-Райян»
- МРМО «Ислам»
- МРМО «Мансур»
- МРМО «Нур»
- МРМО «Рохсджинада»
- МРМО района Вольный Аул
- МРМО района Горный
- МРМО района Искож

В Соборной мечети города находится центр Духовного управления мусульман республики (ДУМ КБР). На стадии строительства находится Северо-Кавказский Исламский Университет. Также на этапе проекта находится мечеть в новом микрорайоне «Восточный» которая должна стать крупнейшей в республике.

### Христианство
Христианство — вторая по распространённости религия в городе. Кроме Русской православной церкви, на территории города также представлены малые общины приверженцев Армянской апостольской церкви, Грузинской православной церкви, католической церкви (в составе общины — члены общества Святого Иоанна) и протестантства.
Всего на территории города действует несколько христианских учреждений:
- Собор равноапостольной Марии Магдалины[102]
- Собор преподобного Симеона Столпника[103]
- Церковь евангельских христиан-баптистов
- Католическая община[104]

### Иудаизм
Ранее в городе проживала большая диаспора горских евреев. Однако с начала 1990-х годов большая их часть уехала в Израиль. По данным переписи 2010 года, в городе оставалось около 1000 евреев.
На территории города действует горско-еврейская синагога.

## Средства массовой информации
В городе вещает 11 телестанций и семь радиостанций. Ретрансляционная вышка расположена в курортной зоне. Также широко развита сеть кабельного вещания «Зодиак» и ЮгТелСет-TV (iptv) — более 170 русскоязычных каналов. С 24 сентября 2012 года началось тестовое вещание цифрового эфирного телевидения в стандарте DVB-T2 на 34-м телевизионном вещательном канале

### Телевидение
| ТВ Канал | Телекомпания                       | Р кВт | Телецентр         |
| -------- | ---------------------------------- | ----- | ----------------- |
| 4        | ТВ Центр                           | 0,3   | РТПЦ              |
| 6        | Россия 1 / ГТРК Ставрополье        | 5     | Пятигорск         |
| 8        | Первый канал                       | 5     | РТПЦ              |
| 11       | Россия 1 / ГТРК Кабардино-Балкария | 5     | РТПЦ              |
| 22       | РЕН ТВ                             | 0,2   | ЗЕТ               |
| 24       | ПЛАН                               |       |                   |
| 27       | ТНТ / ТРК Александр и К            | 0,1   | Гостиница «Нарт»? |
| 29       | НТВ / НОТР                         | 1     | РТПЦ              |
| 32       | Россия К                           | 1     | РТПЦ              |
| 35       | Пятый канал                        | 1     | РТПЦ              |
| 37       | Матч ТВ                            | 1     | РТПЦ              |
| 46       | ПЛАН                               |       |                   |
| 47       | ПЛАН                               | 0,1   | РТПЦ              |
| 49       | Мир 24 / 1 КБР                     | 1     | РТПЦ              |
| 60       | Звезда                             | 1     | РТПЦ              |
|          | Цифровое вещание                   |       |                   |
| 21       | Тестовое вещание 2-го мультиплекса | 5     | РТПЦ              |
| 34       | Тестовое вещание 1-го мультиплекса | 5     | РТПЦ              |

### Радио
| Частота | Радиостанция                           | Р кВт | Телецентр   |
| ------- | -------------------------------------- | ----- | ----------- |
| 91,7    | Радио Искатель                         | 1     | —           |
| 95,0    | Детское радио                          | 0,45  | —           |
| 96,6    | Вести FM                               | 1     | РТПЦ        |
| 98,2    | Like FM                                | 1     | —           |
| 98,6    | Восток FM                              | 1     | РТПЦ        |
| 99,0    | Радио МИР                              | 1     | РТПЦ        |
| 99,5    | Радио Кабардино-Балкария               | 2     | РТПЦ        |
| 100,2   | Ретро FM                               | 0,5   | РТПЦ        |
| 100,7   | Радио ENERGY                           | 1     | РТПЦ        |
| 101,1   | Радио Маяк                             | 1     | РТПЦ        |
| 101,8   | Радио России / ГТРК Кабардино-Балкария | 1     | РТПЦ        |
| 102,2   | Европа Плюс / Студия А                 | 1     | М Кизиловка |
| 103,0   | Авторадио                              | 0,5   | М Кизиловка |
| 103,4   | Радио Монте-Карло                      | 0,5   | —           |
| 104,4   | Радио Вера / Радио Архызский Лик       | 0,5   | РТПЦ        |
| 104,8   | Дорожное радио                         | 1     | —           |
| 105,5   | Русское радио                          | 1     | —           |
| 106,0   | Радио 7 на семи холмах                 | 1     | —           |

### Газеты
- Адыгэ псалъэ
- Газета Юга
- Горянка
- Заман
- Из рук в руки
- Кабардино-Балкарская правда
- Нальчик
- Республика 07
- Северный Кавказ
- Синдика Информ
- Советская молодёжь
- Что? Где? Почём? Нальчик

## Физкультура и спорт

### ФК «Спартак-Нальчик»
Футбольный клуб «Спартак-Нальчик» основан в 1935 году. Домашние матчи проводит на стадионе «Спартак». В чемпионате России среди команд клубов Премьер-лиги выступал с 2006 года. По результатам сезона 2011/2012 клуб занял 16-е, последнее место и покинул высший дивизион. С 2023 года клуб выступает в дивизионе «Б» Второй лиги. Наивысшие достижения — 6-е место в Премьер-Лиге в сезоне 2010 года, а также выход в четвертьфинал Кубка России 2007/08.

## Известные уроженцы и жители
Родившиеся в Нальчике:
Умершие в Нальчике:

## Галерея

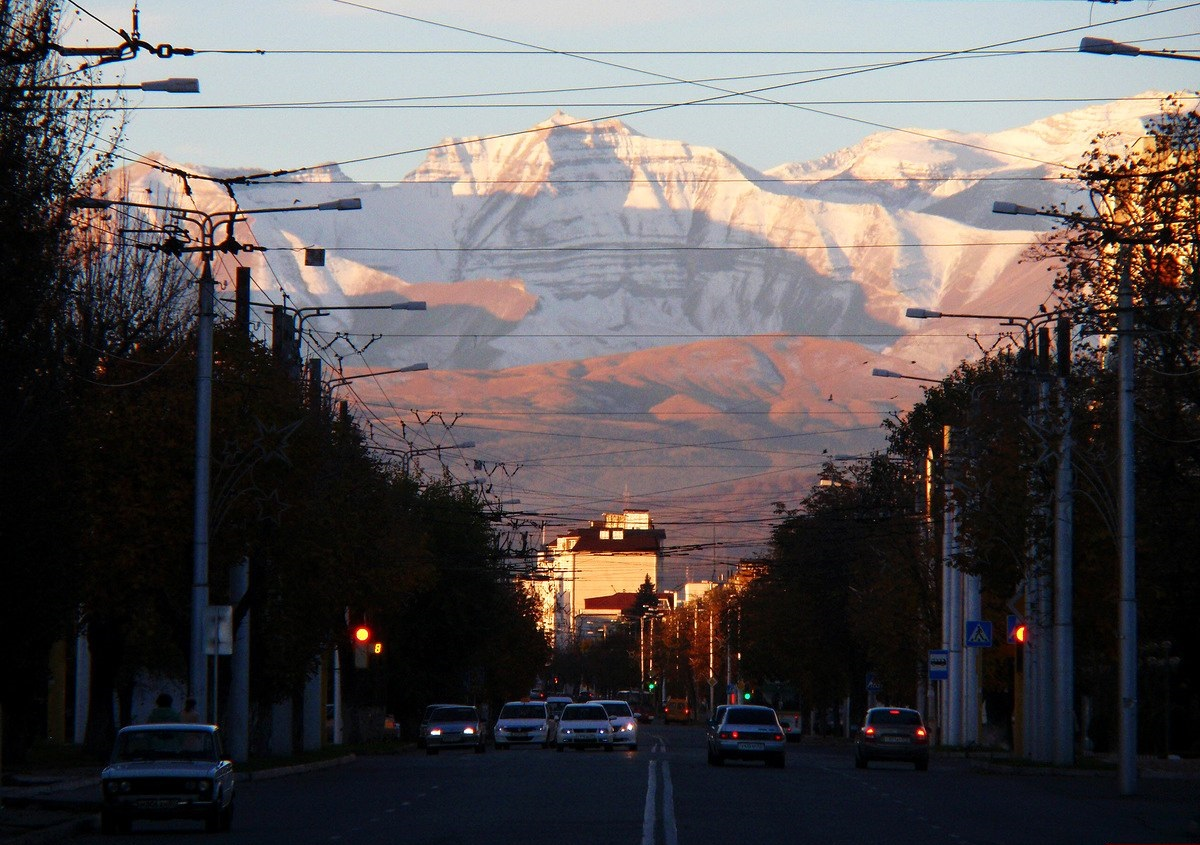
Проспект Шогенцукова в позднюю осень
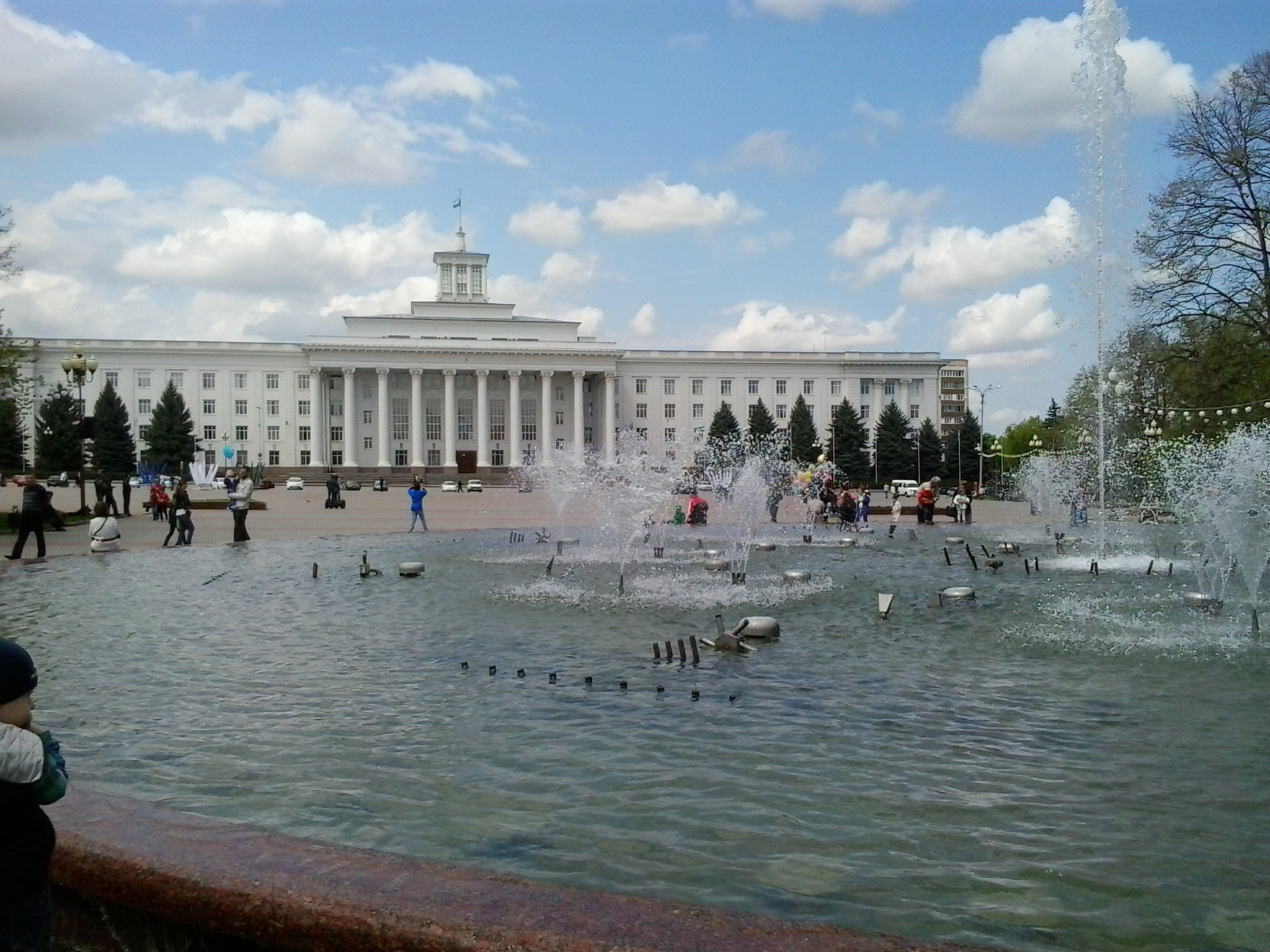
Фонтаны на площади Согласия
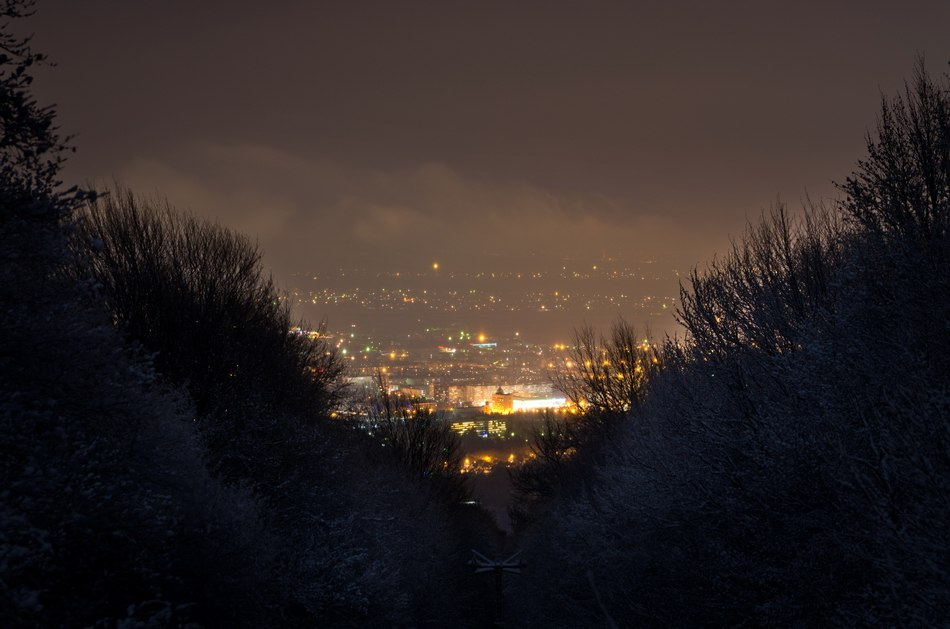
Вид на зимний Нальчик с горы Малая Кизиловка
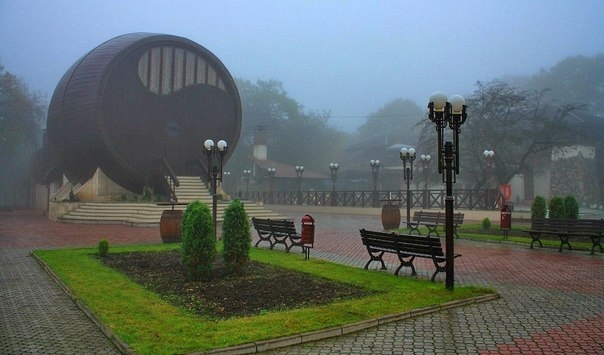
Бочка. Одна из главных достопримечательностей города
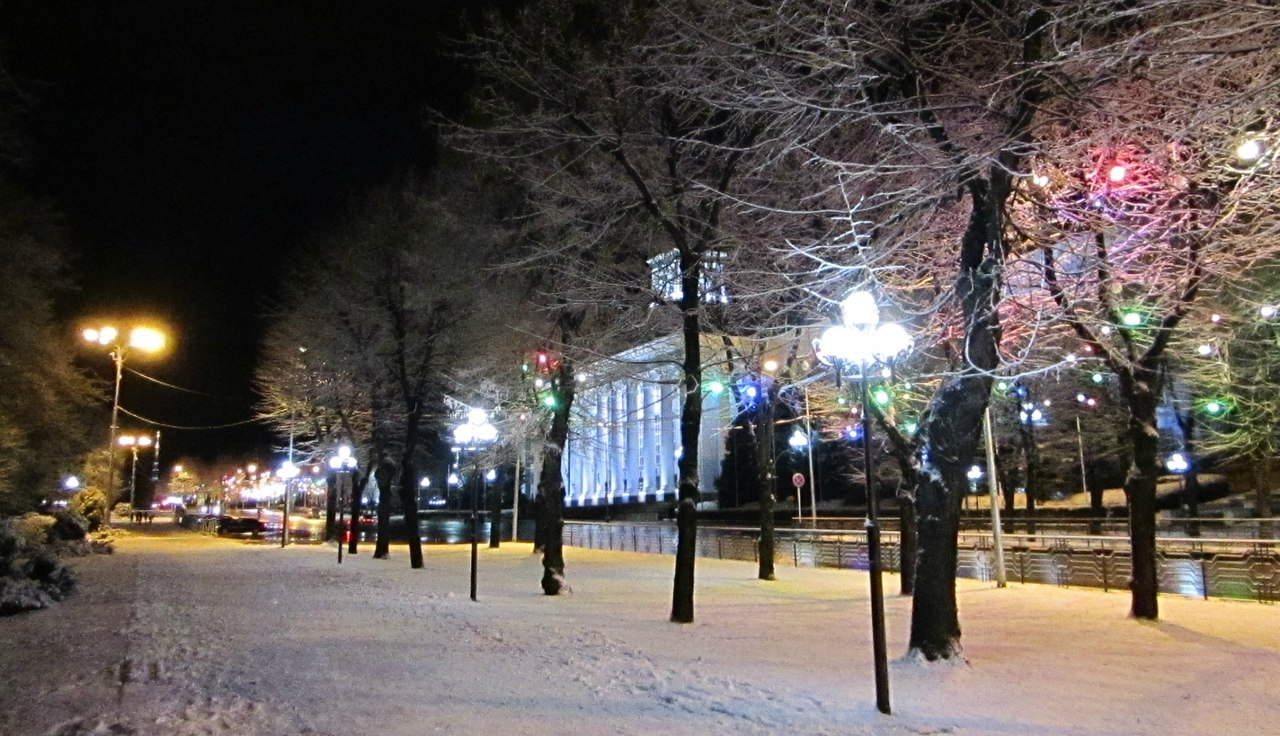
Зима в Нальчике
Арка Дружбы